# Anomalomyrma boltoni
Anomalomyrma boltoni is een mierensoort uit de onderfamilie van de Leptanillinae. De wetenschappelijke naam van de soort is voor het eerst geldig gepubliceerd in 2011 door Borowiec, Schulz, Alpert & Banas.